# Michail Iosifovič Juzovskij
Michail Iosifovič Juzovskij (in russo Михаил Иосифович Юзовский?; Mosca, 5 maggio 1940 – Mosca, 24 novembre 2016) è stato un regista sovietico.

## Filmografia parziale

### Regista
- Polčasa na čudesa (1970)
- Tajna železnoj dveri (1970)
- Zasekrečennyj gorod (1974)
- Tam, na nevedomych dorožkach (1982)
- Posle doždička v četverg (1985)